# Irsza
Irsza (ukr. Ірша) – rzeka na Ukrainie, lewy dopływ Teterewa.
Rzeka o długości 145 km w całości znajduje się na terytorium obwodu żytomierskiego, uchodzi do Teterewy w okolicach wsi Zarudzie. Przepływa przez Polesie oraz przez miasta Horoszów, Irszańsk i Malin.

## Warunki hydrologiczne
Rzeka ma reżim śnieżno-deszczowy. Ważnym elementem zasilającym są także liczne dopływy: Bałamarka, Żłobisz, Glinka, Ryzna, Rychta, Trościanica, Zrywia, Waźnia, Koszarówna, Dorynka, Wyrwa, Didówka, Łymia i Irszyca.

## Budowa geologiczna
Rzeka przepływa przez obszar, w podłożu którego dominują skały granitowego masywu krystalicznego. W dolinie rzeki spotyka się także pokłady rudy żelaza.

## Znaczenie gospodarcze
W dorzeczu rzeki znajdowały się liczne kamieniołomy granitu. Obecnie w opuszczonych wyrobiskach znajdują się zbiorniki wodne. Dodatkowo zbudowano kilka zbiorników retencyjnych, największy znajduje się w okolicach miasta Malin. Jak podaje Słownik geograficzny Królestwa Polskiego i innych krajów słowiańskich, rzeka była spławna w okresie wiosennych przyborów od wsi Skołubów do ujścia.